# Krystal Steal

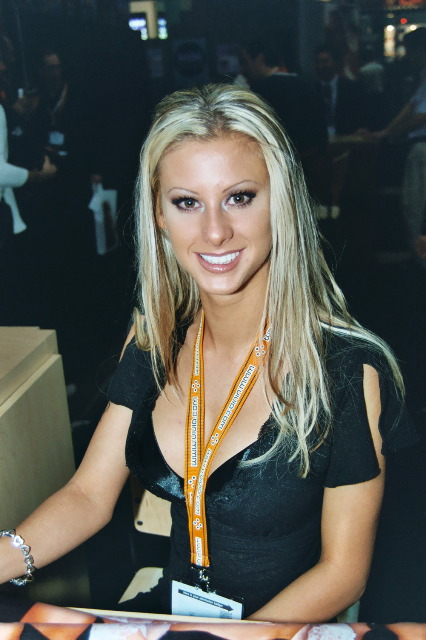
Krystal Steal (2003)

Krystal Steal (* 29. November 1982 in Irvine, Kalifornien, Vereinigte Staaten; eigentlich Brandy McCleary) ist eine US-amerikanische Pornodarstellerin. Ihre Eltern sind holländischer, schottischer und irischer Abstammung.

## Leben
Bevor sie in Pornofilmen auftrat, arbeitete sie schon mit 17 Jahren als Stripperin und nutzte einen falschen Ausweis, weil sie noch nicht volljährig war. Im Jahre 2001 hatte sie ihr Filmdebüt in der Pornobranche mit dem Film Screaming Orgasms 4, produziert vom Studio Digital Sin. Seitdem spielte sie in mehreren heterosexuellen und lesbischen Pornos mit. Das amerikanische Männermagazin Hustler nahm sie unter Vertrag. Ihre Ähnlichkeit mit Christina Aguilera wurde von Hustler bei einem Photoshooting ausgenutzt, indem der Set, Steals Make-up und ihre Frisur völlig identisch zu einer Photoserie von Aguilera für Rolling Stone gestaltet wurde. „Christina ist ein schönes Mädchen“, sagte Krystal Steal über die Photosession, „ihre Frisur sah großartig bei mir aus, aber ich mochte ihr Make-up nicht.“
Es folgten weitere Geschäftsverträge mit Pleasure Productions und später, im Jahre 2003, für ClubJenna, der Pornografie im Internet anbot. Sie war die erste Pornodarstellerin, die einen Exklusiv-Vertrag mit Club Jenna unterzeichnete, der 2005 auslief. Zu ihren bekanntesten Filmen zählen Flesh Hunter und Krystal Method (2004), in dem sie zusammen mit Jenna Jameson spielte. Sie ist auch in der interaktiven DVD-Reihe „My Plaything …“ zu sehen. Wieder mit Jameson wirkte sie 2006 in dem Film Jenna's Provocateur mit, der einen AVN Award für den besten Schnitt gewann. Sie ist weiterhin aktiv, arbeitet aber nicht mehr ausschließlich für einen Anbieter im Pornobusiness. Sie hat u. a. Filme für Evil Angel, Vivid Entertainment Group, Digital Playground und Wicked Pictures gedreht und unter anderem mit den Regisseuren Jonathan Morgan, Jules Jordan sowie Robby D. gearbeitet. In einem Interview hatte sie 2003 angekündigt, nur fünf Jahre im Geschäft zu bleiben und im Jahre 2008 ihre Karriere beenden zu wollen.
Jenna Jameson sah in Krystal Steal ihre Nachfolgerin und protegierte sie. Im Jahre 2005 beendete Steal aber ihr Exklusivengagement mit ClubJenna.
Krystal Steal ist im Musikvideo zum Song „Right Side of the Bed“ der Metalcore-Band Atreyu zu sehen.

## Filmografie (Auswahl)
- Flesh Hunter 1 & 4
- The 4 Finger Club 19 & 21
- Trained Teens (2002)
- Krystal Method (2004)
- Jenna Haze vs Krystal Steal (2004)
- Steal Runway (2005)
- Krystal Therapy (2006)
- Jack’s Big Tit Show 2 (2006)
- Throb (2006)
- Ass On Tap (2008)
- Nikita Loves Jenna (2009)